# Olaszfalu
Olaszfalu là một thị trấn thuộc hạt Veszprém, Hungary. Thị trấn này có diện tích 42,8 km², dân số năm 2010 là 1113 người, mật độ 26 người/km².